# Ax Men
Ax Men is een dertiendelige Amerikaanse realityserie die sinds maart 2008 door History wordt uitgezonden. Het programma gaat over hoe het houthakken is geworden van de tijd dat de huidige bewoners van de Verenigde Staten hun intrek namen in het gebied, tot hoe het in de moderne tijd is.

## Synopsis
In Ax Men worden vier ploegen houthakkers in Oregon gevolgd, terwijl die door weer en wind met de hand bomen aanpakken waar de machines niet bij kunnen komen. De volgende bedrijven nemen deel:
- J.M. Browning Logging
- Stump Branch Logging
- PIHL Logging
- Gustafson Logging

## Afleveringen
Eerste seizoen
1. Man vs. Mountain
2. Risk and Reward
3. Storm Season Strikes
4. The Big Hit
5. Market Meltdown
6. Reversal of Fortune
7. The Close Call
8. Loggers Under Fire
9. A Logger's Thanksgiving
10. Black Friday
11. Storm of the Century
12. The Toughest Season
13. Picking Up the Pieces
14. The Final Haul

Tweede seizoen
1. Road to saeson 2
2. Ax Men Cometh